# Copa América féminine 2025
Navigation
Édition précédente Édition suivante
La Copa América féminine 2025 est la dixième édition de la Copa América féminine. Elle se déroule du 12 juillet au 2 août 2025 en Équateur,. Elle sert également de tournoi qualificatif pour la Coupe du monde féminine de football 2027 : les 3 premières équipes se qualifient directement tandis que les 4e et 5e disputent des barrages intercontinentaux.

## Ville et stades retenus
Les stades retenus auraient été annoncés le 16 décembre 2024. La compétition se déroule dans la ville de Quito.
| \| Carte de l'Équateur Quito \| |                                 |                              |
| \| Carte de l'Équateur Quito \| | Quito                           | Quito                        |
| ------------------------------- | ------------------------------- | ---------------------------- |
| \| Carte de l'Équateur Quito \| | Complejo Indepediente del Valle | Estadio Gonzalo Pozo Ripalda |
| \| Carte de l'Équateur Quito \| | Capacité : 12 000               | Capacité : 18 799            |
| \| Carte de l'Équateur Quito \| |                                 |                              |
| \| Carte de l'Équateur Quito \| | Quito                           |                              |

## Équipes participantes
Les dix équipes nationales de football affiliées à la CONMEBOL y participent.
| Équipes participantes | Équipes participantes | Équipes participantes | Équipes participantes | Équipes participantes |
| --------------------- | --------------------- | --------------------- | --------------------- | --------------------- |
| Argentine             | Bolivie               | Brésil                | Chili                 | Colombie              |
| Équateur              | Paraguay              | Pérou                 | Uruguay               | Venezuela             |

## Premier tour
Les équipes sont réparties dans deux groupes de cinq équipes en tournoi toutes rondes, du 12 au 26 juillet. Les deux premiers de chaque groupe se qualifient pour les demi-finales tandis que les troisièmes s'affrontent pour la cinquième place du tournoi. Une victoire compte pour 3 points, un match nul compte pour 1 point et une défaite compte pour 0 point.
Le classement des équipes est établi grâce aux critères suivants :
1. Le plus grand nombre de points obtenus dans tous les matchs du groupe.
En cas d'égalité :
2. Plus grand nombre de points obtenus dans les matchs disputés entre les équipes à égalité ;
3. Meilleure différence de buts dans les matchs disputés entre les équipes à égalité ;
4. Plus grand nombre de buts marqués lors des matchs disputés entre les équipes à égalité ;
5. Meilleure différence de buts dans tous les matchs du groupe ;
6. Plus grand nombre de buts marqués dans tous les matchs du groupe ;
7. Plus petit nombre de cartons rouges ;
8. Plus petit nombre de cartons jaunes ;
9. Tirage au sort.